# جیمز سارجنت
جیمز سارجنت (انگلیسی: James Sargeant؛ زادهٔ ۱۷ مارس ۱۹۳۶) قایقران قایق بادبانی اهل استرالیا بود.